# 倉敷市立真備陵南高等学校
倉敷市立真備陵南高等学校（くらしきしりつ まびりょうなんこうとうがっこう）は、岡山県倉敷市真備町に所在する市立の定時制高等学校。小田川支流の高馬川東岸に位置する。

## 設置学科
- 普通科
  - 昼間部 3修制
  - 昼間二部 4修制

## 概要
- 3修制4クラス、4修制4クラスの少人数制。
  - 3修制…1日6時間、8:45～14:20。自宅通学。
  - 4修制…午前の4時間。（※平成17年度から）
- 実習科目
  - 農業…学校農園で農業の授業（1年生：必履修、2・3年生：選択）を行う。
  - 家庭…全国高等学校家庭科被服製作技術検定・食物調理技術検定等が受けられる。
  - 商業…情報・簿記・文書処理、ワープロや簿記の検定試験が受けられる。生徒用コンピュータが33台。

## 沿革
- 1948年（昭和23年）4月1日 - 吉備郡箭田高等学校設立認可
- 1948年（昭和23年）9月1日 - 開校（昼間定時制ー農業科・家政科）
- 1952年（昭和27年）4月1日 - 岡山県箭田高等学校組合立となる
- 1952年（昭和27年）11月1日 - 吉備郡真備町穂井田村学校組合立となる
- 1956年（昭和31年）4月1日 - 吉備郡真備町玉島市学校組合立となる
- 1959年（昭和34年）4月1日 - 岡山県吉備郡真備町立となる
- 1965年（昭和40年）4月1日 - 昼間2部制を併設
- 1966年（昭和41年）4月1日 - 普通科開設、農業科・家政科募集停止
- 1989年（平成元年）4月1日 - 昼間部修業年限3年となる
- 1992年（平成4年）3月31日 - 新校舎竣工
- 1992年（平成4年）4月1日 - 校名を岡山県公立真備陵南高等学校に改称
- 2004年（平成16年）4月1日 - 2学期制及び単位制に移行
- 2005年（平成17年）4月1日 - 昼間2部の4年制クラスを開設
- 2005年（平成17年）8月1日 - 真備町が倉敷市に合併、同時に倉敷市に移管され倉敷市立になる
- 2018年（平成30年）7月7日 - 西日本豪雨により小田川堤防が決壊し、校舎1階が浸水する[1]。

※学校HPより抜粋

## 教育方針
- 勤労と勉学に励み、心理と平和を愛し
実践力のある人間を育成する。
- 豊かな知性と情操を養い、心身ともに健康で
調和のとれた人間を育成する。
- 広い世界観に立ち、親和協調の気風を養い
豊かな社会の建設に貢献しうる人間を育成する。

## 部活
- 体育系　-　ソフトテニス・バドミントン・軟式野球・卓球・陸上競技・サッカー・バスケ・バレーボール
- 文化系　-　漫画研究・園芸

## 最寄駅
- 吉備真備駅（井原鉄道）から徒歩5分